# José Manuel Romay Beccaría
José Manuel Romay Beccaría (Betanzos, La Coruña, 18 de enero de 1934) es un jurista español, letrado del Consejo de Estado, organismo que ha presidido en dos ocasiones, primero desde diciembre de 2002 hasta abril de 2004 y después de mayo de 2012 a julio de 2018.

## Biografía
Nacido en 1934, en 1956 se licencia en Derecho por la Universidad de Santiago de Compostela, obteniendo el Premio Extraordinario de fin de carrera. Tras impartir clases de Derecho Administrativo durante un año, viaja a Madrid para preparar las oposiciones de letrado del Consejo de Estado, obteniendo la plaza en 1959.
En 1963, bajo la dictadura del general Franco, es nombrado secretario general de Sanidad, cargo en el que permanece hasta 1966. Retoma su plaza como letrado, hasta asumir en 1973 la dirección del Instituto de Estudios de Administración Local. Permanecerá pocos meses en dicho cargo, pues en 1974 es nombrado Subsecretario de la Presidencia, y en 1975 Subsecretario del Ministerio de Gobernación.
Ya en democracia, regresa a Galicia en 1982 para ocupar la vicepresidencia del primer gobierno de la Junta. Ese mismo año es elegido diputado por la provincia de La Coruña, en las listas de Alianza Popular, escaño que mantendría hasta 1990. En 1987 accedió a la presidencia de la Diputación Provincial de La Coruña, en la que permanecerá hasta 1989, cuando es depuesto por una moción de censura. En febrero de 1990 es nombrado Consejero de Agricultura, Ganadería y Política Forestal del gobierno autonómico gallego. Al año siguiente asume la Consejería de Sanidad, permaneciendo en el cargo hasta 1996.
Coincidiendo con la victoria electoral del Partido Popular en las elecciones generales de dicho año es nombrado Ministro de Sanidad y Consumo. Ostenta la cartera ministerial hasta 2000, año en el que el PP cosecha la mayoría absoluta en las elecciones generales, volviendo al Congreso de los Diputados en el que pasa a presidir la Comisión de Justicia e Interior.
El 3 de enero de 2003 es nombrado presidente del Consejo de Estado, tomando posesión seis días más tarde. Permanece en el cargo hasta la victoria electoral del PSOE en las elecciones generales de 2004.
El 8 de abril de 2010 es nombrado tesorero nacional del Partido Popular, tras la dimisión de Luis Bárcenas debido a su implicación en el Caso Gürtel. Desde el 29 de noviembre de 2011, compaginó este cargo con el de senador, por designación del Parlamento de Galicia, tras las elecciones generales celebradas ese año. Sin embargo, pronto abandonaría ambas responsabilidades, puesto que el 23 de marzo de 2012 es nombrado, de nuevo, presidente del Consejo de Estado, tomando posesión el 3 de mayo de ese mismo año.
El 19 de junio de 2018 fue elegida María Teresa Fernández de la Vega para sustituirle en el cargo.
Está casado y tiene cinco hijos.

## Condecoraciones
Entre sus muchos honores y distinciones destacan:
- Caballero gran cruz de la Orden de Carlos III.[6]
- Caballero gran cruz de la Orden de Isabel la Católica.[7]
- Gran cruz de la Orden del Mérito Civil.[8]
- Gran cruz de la Orden de San Raimundo de Peñafort.[9]
- Hijo Predilecto y Medalla de Plata de su ciudad natal, Betanzos.
- Medalla de Oro de Galicia (2017).[10]